# Alexander Gorodnik
Alexander „Alex“ Gorodnik (* 8. Juni 1975 in Kiew, Ukrainische SSR) ist ein Mathematiker, der sich mit Dynamischen Systemen, Ergodentheorie und deren Verbindung zu Zahlentheorie, Geometrie und Darstellungstheorie befasst. Er war Professor an der University of Bristol und ist Professor an der Universität Zürich.
Gorodnik studierte an der Staatlichen Universität Kiew (Abschluss 1997), arbeitete dann als Software-Ingenieur und wurde 2003 an der Ohio State University (an der er seit 1998 war) bei Vitaly Bergelson promoviert (Density and Equidistribution of integer points). Er war 2003/04 Assistant Professor an der University of Michigan und 2004 bis 2007 Taussky-Todd Instructor am Caltech. 2007/08 war er Gastwissenschaftler an der Princeton University (Visiting Fellow) und ab 2007 an der Universität Bristol, ab 2010 als Reader.
2011 erhielt er den Whitehead-Preis für Arbeiten zur homogenen Dynamik, insbesondere für tiefliegende Anwendungen in der Diophantischen Geometrie. 2010 bis 2015 hatte er einen ERC Starting Grant.

## Schriften
- mit  A. Nevo: The ergodic theory of lattice subgroups, Annals of Mathematics Studies 172, Princeton University Press, 2010.